# .sy
.sy is het achtervoegsel van domeinen van websites uit Syrië.